# Pilgrimage
Pilgrimage je druhé album britské rockové skupiny Wishbone Ash. Album se zaměřuje více na folkovou a akustickou hudbu a je tak opakem blues rockového zvuku, který dominuje na prvním albu.
Album také obsahuje jazzou instrumentálku „Vas Dis“ a pětihlasou písničku „Valediction“, provedenou v duchu Crosby, Stills, Nash and Young.
Toto album se velice dobře prodávalo a dosáhlo pozice č. 14 v UK žebříčcích, ale tvůrčího a komerčního vrcholu dosáhli až s dalším studiovým albem.

## Seznam stop
Všechny skladby napsali Andy Powell, Martin Turner, Ted Turner a Steve Upton, pokud není uvedeno jinak
strana 1
1. Vas Dis (Jack McDuff) – 4:41
2. The Pilgrim – 8:30
3. Jail Bait – 4:41
4. Alone – 2:20

strana 2
1. Lullaby – 2:59
2. Valediction – 6:17
3. Where Were You Tomorrow – 10:23

## Obsazení
- Martin Turner – baskytara, zpěv
- Andy Powell – kytara, zpěv
- Ted Turner – kytara, zpěv
- Steve Upton – bicí